# Китайці у Великій Британії
Китайці у Великій Британії (китайська: традиц. 英國華僑, спрощ. 英国华侨, Yīngguó Huáqiáo) — британці китайського походження. Китайська діаспора Сполученого Королівства  — найбільша в Європі та найстаріша в Західній Європі, розпочала свою історію з початку XIX століття. Це найбільш швидкозростаюча діаспора у Великої Британії з щорічним приростом 11,2 %, більш 90 % приросту досягається за рахунок імміграції. Більшість китайців в країні неінтегровані або слабо інтегровані в британське суспільство, частково через мовний бар'єр.

## Статистика
За даними перепису 2001 року в країні проживало 247 403 китайців. Однак, ці дані дуже неточні, оскільки ґрунтувалися лише на тому, хто ідентифікував себе як «китаєць» 

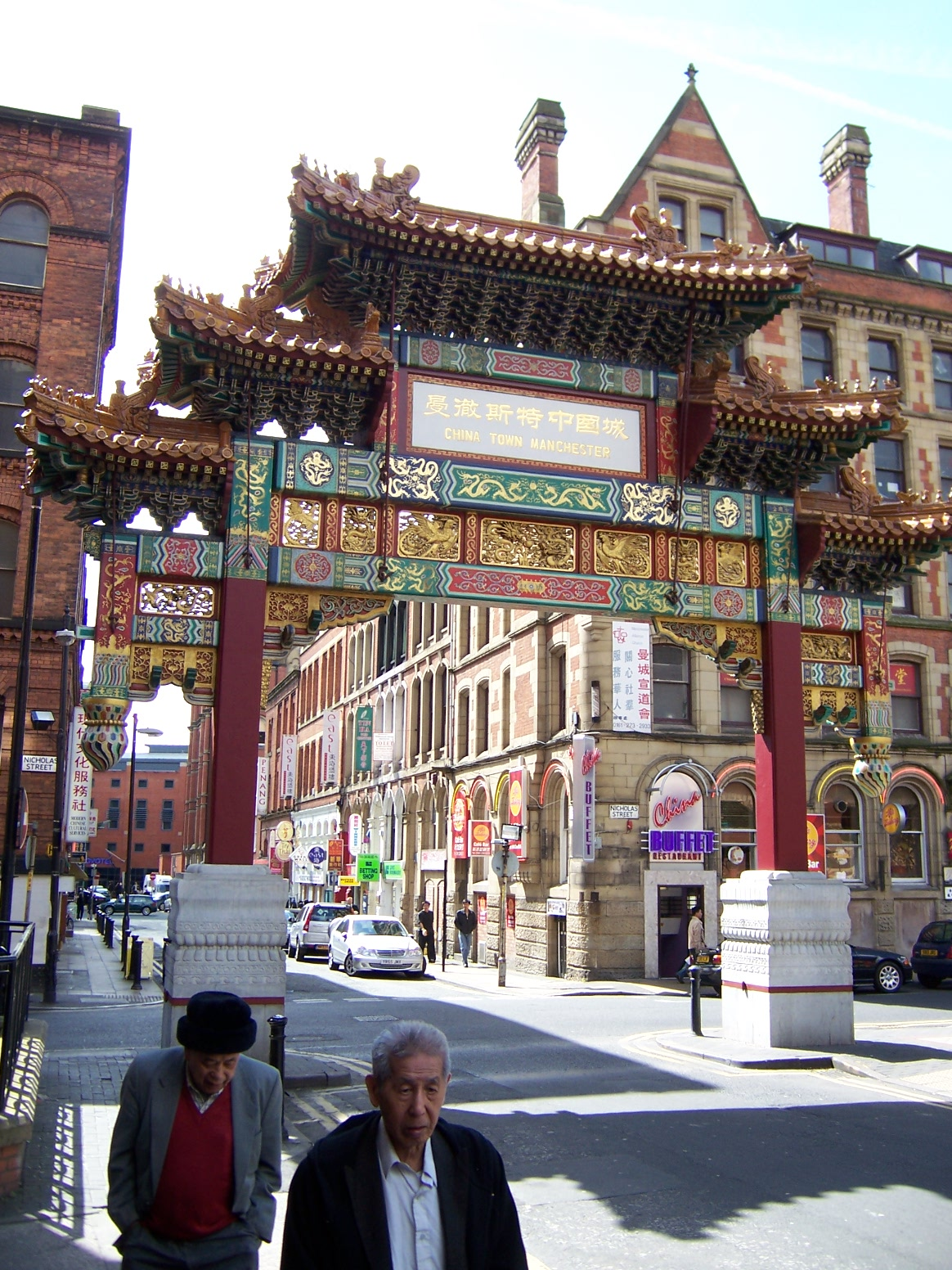
Чайна-таун в Манчестері

- На 2006 рік у Великої Британії проживало 400 тисяч китайців, 33 % з них жили в Лондоні, 13,6 %  — на південному сході країни, 11,1 %  — на північному заході. 29 % китайського населення країни народилися в Гонконзі, 25 %  — в Англії, 19 %  — в материковому Китаї, 8 %  — в Малайзії, 4 %  — у В'єтнамі, 3 %  — в Сінгапурі, 2,4 %  — в Шотландії, 2 %  — на Тайвані, 0,9 %  — в Уельсі і 0,1 %  — в Північній Ірландії.
- 52 % китайців заявили відсутність релігійних переконань, 25,1 %  — християни, 15,1 %  — буддисти.
- За даними довідника Ethnologue, для 300 тисяч британців рідною мовою є кантонська, для 12 тисяч  — путунхуа, для 10 тисяч  — хакка.
- Частка міжетнічних шлюбів за участю китайського населення одна з найвищих у країні, порівняно з іншими етнічними групами. Згідно з переписом населення 2001 р., 30 % китайських жінок перебували в міжетнічному шлюбі, що вдвічі вище ніж китайські чоловіки (15 %).

## Розселення

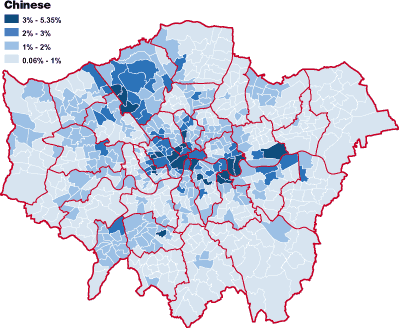
Частка китайського населення у Лондоні

Серед усіх етнічних груп країни, китайське населення  — найбільш децентралізовано. Водночас, у великих містах країни є чайна-таун, що стали улюбленим місцем для туристів. Однак, зазвичай в них проживає лише мала частина всієї китайської діаспори. Найбільші чайна-таун розташовані у Лондоні, Бірмінгемі, Манчестері та Ліверпулі. 
Міста з найбільшою чисельністю китайського населення (на 2005 р.) :
- Лондон  — 107 тис. осіб (1,4 %)
- Манчестер  — 10 800 (2,3 %)
- Бірмінгем  — 10 700 (1,1 %)
- Ліверпуль  — 6 800 (1,5 %)
- Шеффілд  — 5 100 (1 %)
- Оксфорд  — 4 200 (2,9 %)
- Кембридж  — 3 600 (3,1 %)
- Ньюкасл-апон-Тайн — 3 100 (1,1 %)
- Единбург — 2635 (0,92 %)